# Хухуј (провинција)
Хухуј (шп. Jujuy) је провинција смештена на крајњем северозападу Аргентине. Према северу се граничи са Боливијом, према западу са Чилеом а према југу и истоку са провинцијом Салта.